# 454. pehotni polk (Wehrmacht)
454. pehotni polk (izvirno nemško Infanterie-Regiment 454) je bil eden izmed pehotnih polkov v sestavi redne nemške kopenske vojske med drugo svetovno vojno.

## Zgodovina
Polk je bil ustanovljen 25. avgusta 1939 v Sennelagerju kot polk 4. vala v Wehr Kreis VI z reorganizacijo nadomestnih bataljonov: I. in II. 18. pehotnega polka ter I. 79. pehotnega polka; dodeljen je bil 254. pehotni diviziji.
17. novembra 1940 sta bila štab in III. bataljon dodeljena 586. pehotnemu polku, kjer sta predstavljala ogrodje za novi polk; obe enoti so nadomestili. 15. oktobra 1942 je bil polk preimenovan v 454. grenadirski polk.